# Fast Food (film)
Fast Food è un film del 1998 diretto da Dean Parisot.